# Rhaesteria eggelingii
Rhaesteria es un género monotípico  de orquídeas de hábitos epífitas. Su única especie, Rhaesteria eggelingii Summerh., Kew Bull. 20: 191 (1966), es originaria de los trópicos del sur de África.

## Descripción
Es una orquídea de pequeño tamaño con hábito de epífita que crece con los tallos en expansión o laxos, llevando 2 hojas  ovadas a ovado-elípticas, carnosas, desiguales y minuciosamente bilobuladas apicalmente. Florece en la primavera y el otoño en una inflorescencia nervuda tornándose ligeramente en zigzag, de 3 cm  de largo, con 2 a 3  flores.

Se encuentra en Ruanda y Uganda en los pequeños árboles de la sabana en pastizales o en los alrededores o dentro de los bosques en las elevaciones de 1300 a 2300 metros. 

## Taxonomía
Rhaesteria eggelingii fue descrita por Victor Samuel Summerhayes y publicado en Kew Bulletin 20: 191. 1966.